# Vellinghausen (Welver)
Vellinghausen ist ein Dorf und eine Gemarkung in der Gemeinde Welver im Kreis Soest in Nordrhein-Westfalen. Bis 1969 war Vellinghausen eine eigenständige Gemeinde im alten Kreis Soest. Der Ortsteil Vellinghausen-Eilmsen hat 964 Einwohner (Stand 31. Dezember 2024).

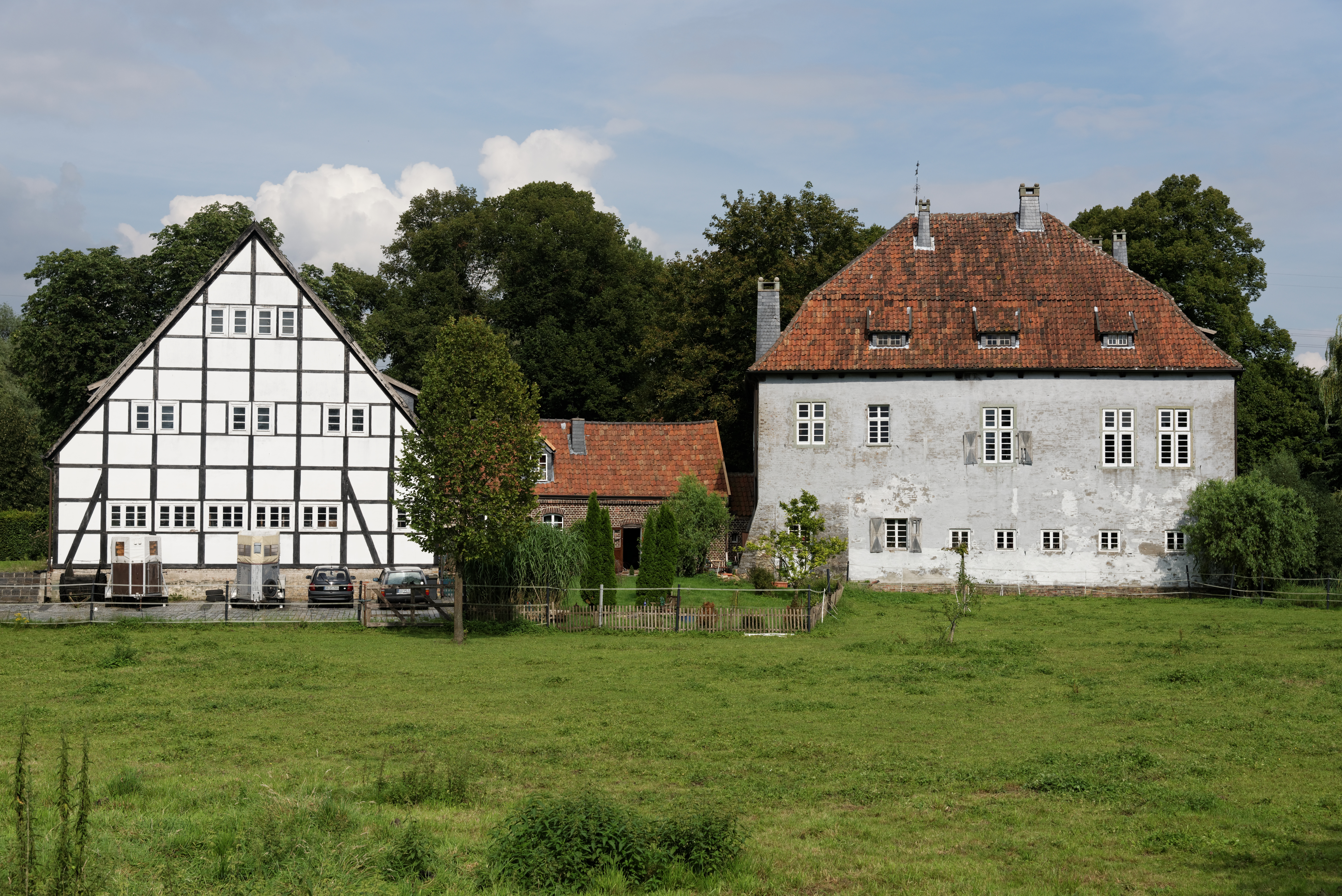
Burg Vellinghausen

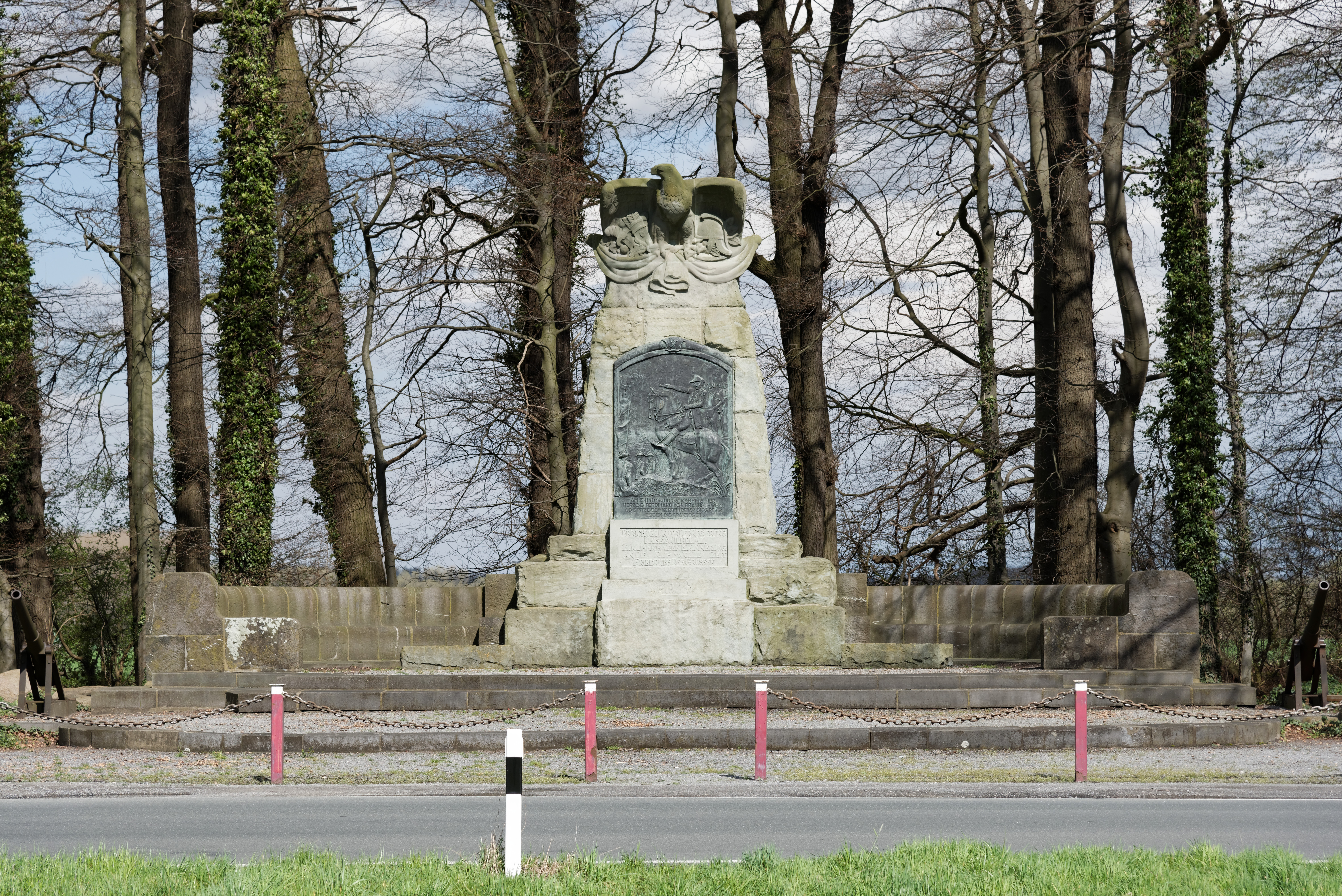
Denkmal zur Erinnerung an die Schlacht bei Vellinghausen

## Geographie
Vellinghausen liegt im äußersten Nordwesten der Gemeinde Welver und bildet zusammen mit Eilmsen den Welveraner Ortsteil Vellinghausen-Eilmsen, der zugleich auch einer der 12 Bezirke der Gemeinde Welver ist.

## Geschichte
Bei Vellinghausen fand am 15./16. Juli 1761 im Rahmen des Siebenjährigen Krieges die Schlacht bei Vellinghausen statt. Seit dem 19. Jahrhundert bildete Vellinghausen eine Gemeinde im Amt Borgeln des Landkreises Soest im westfälischen Regierungsbezirk Arnsberg. Zur Gemeinde Vellinghausen gehörte ursprünglich auch das Dorf Eilmsen, das 1920 ausgegliedert und zu einer eigenständigen Gemeinde erhoben wurde. Durch das Gesetz zur Neugliederung des Landkreises Soest und von Teilen des Landkreises Beckum wurde Vellinghausen am 1. Juli 1969 Teil der Gemeinde Welver.

## Einwohnerentwicklung
| Jahr | Einwohner | Quelle |
| ---- | --------- | ------ |
| 1871 | 590       | [ 5 ]  |
| 1885 | 572       | [ 6 ]  |
| 1895 | 554       | [ 7 ]  |
| 1910 | 617       | [ 8 ]  |
|      |           |        |
| 1933 | 291       | [ 9 ]  |
| 1939 | 295       | [ 9 ]  |
| 1946 | 511       | [ 10 ] |

## Baudenkmäler
Die Burg Vellinghausen sowie das Denkmal zur Erinnerung an die Schlacht bei Vellinghausen stehen unter Denkmalschutz.

## Sport
Der örtliche Sportverein ist der SV Eilmsen-Vellinghausen.